# Crasville (Manche)
Pour les articles homonymes, voir Crasville.
Crasville (prononcé [kʁavil]) est une commune française, située dans le département de la Manche en région Normandie, peuplée de 223 habitants.

## Géographie
La commune est littorale, sa plage est exposée à l'est.
Les communes limitrophes sont Aumeville-Lestre, Octeville-l'Avenel et Quettehou.

### Hydrographie
La commune est située dans le bassin Seine-Normandie. Elle est drainée par la Tortonne, le cours d'eau 01 de la commune de Crashville, le cours d'eau 05 de la commune de Crashville, le fossé 02 de la commune de Crashville, le fossé 03 de la commune de Crashville, le fossé 04 de la commune de Crashville, le fossé 12 de la Fosse, le ruisseau de Bersaud et un autre petit cours d'eau,.

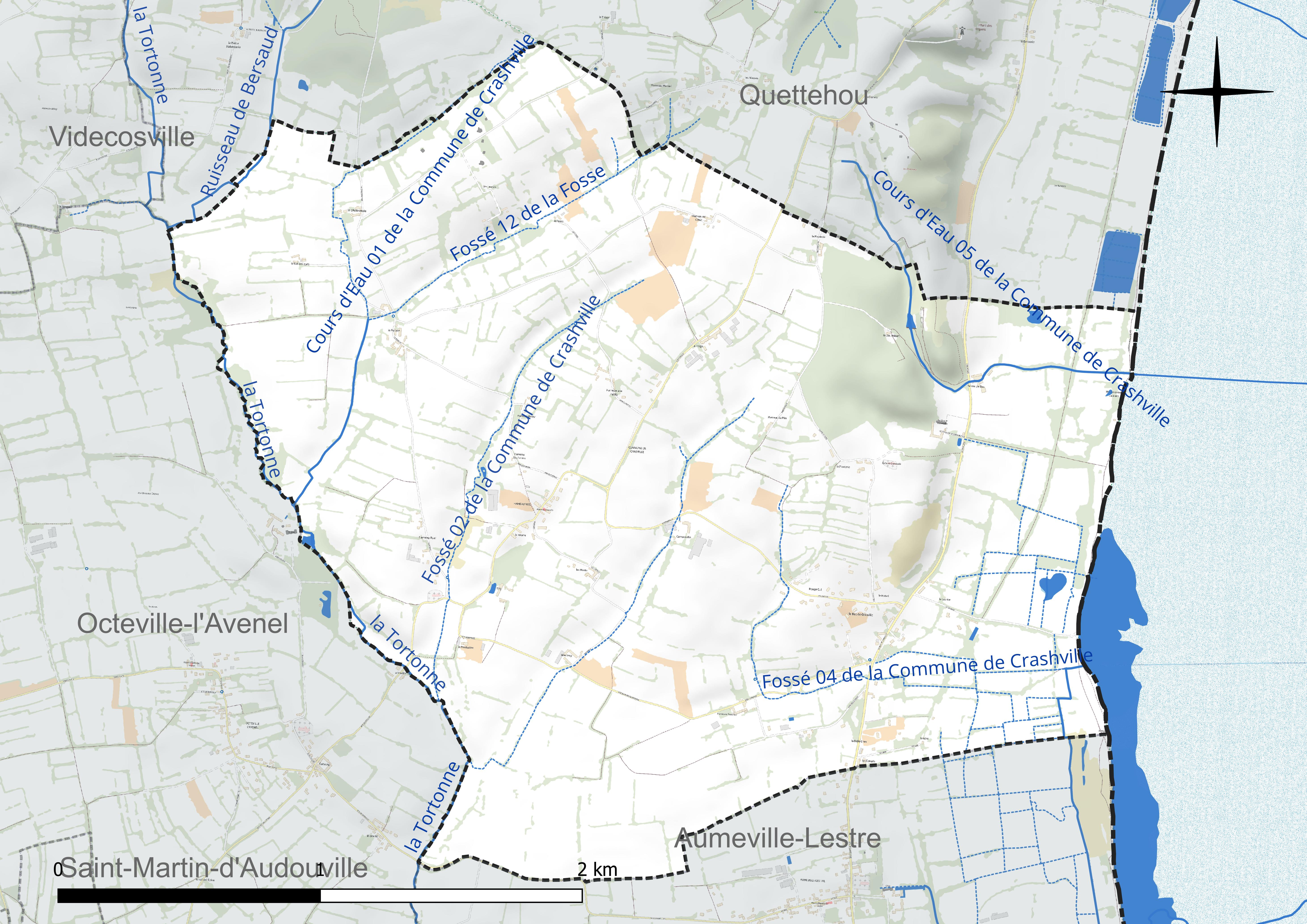
Réseau hydrographique de Crasville.

### Climat
Pour des articles plus généraux, voir Climat de la Normandie et Climat de la Manche.
En 2010, le climat de la commune est de type climat océanique franc, selon une étude du CNRS s'appuyant sur une série de données couvrant la période 1971-2000. En 2020, Météo-France publie une typologie des climats de la France métropolitaine dans laquelle la commune est exposée à un climat océanique et est dans la région climatique  Normandie (Cotentin, Orne), caractérisée par une pluviométrie relativement élevée (850 mm/a) et un été frais (15,5 °C) et venté. Parallèlement le GIEC normand, un groupe régional d’experts sur le climat, différencie quant à lui, dans une étude de 2020, trois grands types de climats pour la région Normandie, nuancés à une échelle plus fine par les facteurs géographiques locaux. La commune est, selon ce zonage, exposée à un « climat maritime », correspondant au Cotentin et à l'ouest du département de la Manche, frais, humide et pluvieux, où les contrastes pluviométrique et thermique sont parfois très prononcés en quelques kilomètres quand le relief est marqué.
Pour la période 1971-2000, la température annuelle moyenne est de 10,9 °C, avec une amplitude thermique annuelle de 11 °C. Le cumul annuel moyen de précipitations est de 901 mm, avec 13,8 jours de précipitations en janvier et 7,4 jours en juillet. Pour la période 1991-2020, la température moyenne annuelle observée sur la station météorologique la plus proche, située sur la commune de Gonneville-Le Theil à 13 km à vol d'oiseau, est de 11,0 °C et le cumul annuel moyen de précipitations est de 940,4 mm,. Pour l'avenir, les paramètres climatiques de la commune estimés pour 2050 selon différents scénarios d’émission de gaz à effet de serre sont consultables sur un site dédié publié par Météo-France en novembre 2022.

## Urbanisme

### Typologie
Au 1er janvier 2024, Crasville est catégorisée commune rurale à habitat dispersé, selon la nouvelle grille communale de densité à sept niveaux définie par l'Insee en 2022.
Elle est située hors unité urbaine et hors attraction des villes,.
La commune, bordée par la Manche, est également une commune littorale au sens de la loi du 3 janvier 1986, dite loi littoral. Des dispositions spécifiques d’urbanisme s’y appliquent dès lors afin de préserver les espaces naturels, les sites, les paysages et l’équilibre écologique du littoral, comme le principe d'inconstructibilité, en dehors des espaces urbanisés, sur la bande littorale des 100 mètres, ou plus si le plan local d'urbanisme le prévoit.

### Occupation des sols
L'occupation des sols de la commune, telle qu'elle ressort de la base de données européenne d’occupation biophysique des sols Corine Land Cover (CLC), est marquée par l'importance des territoires agricoles (96,7 % en 2018), en augmentation par rapport à 1990 (95,3 %).
La répartition détaillée en 2018 est la suivante : prairies (57,1 %), terres arables (34,4 %), zones agricoles hétérogènes (5,2 %), zones urbanisées (2,8 %), zones humides côtières (0,6 %).

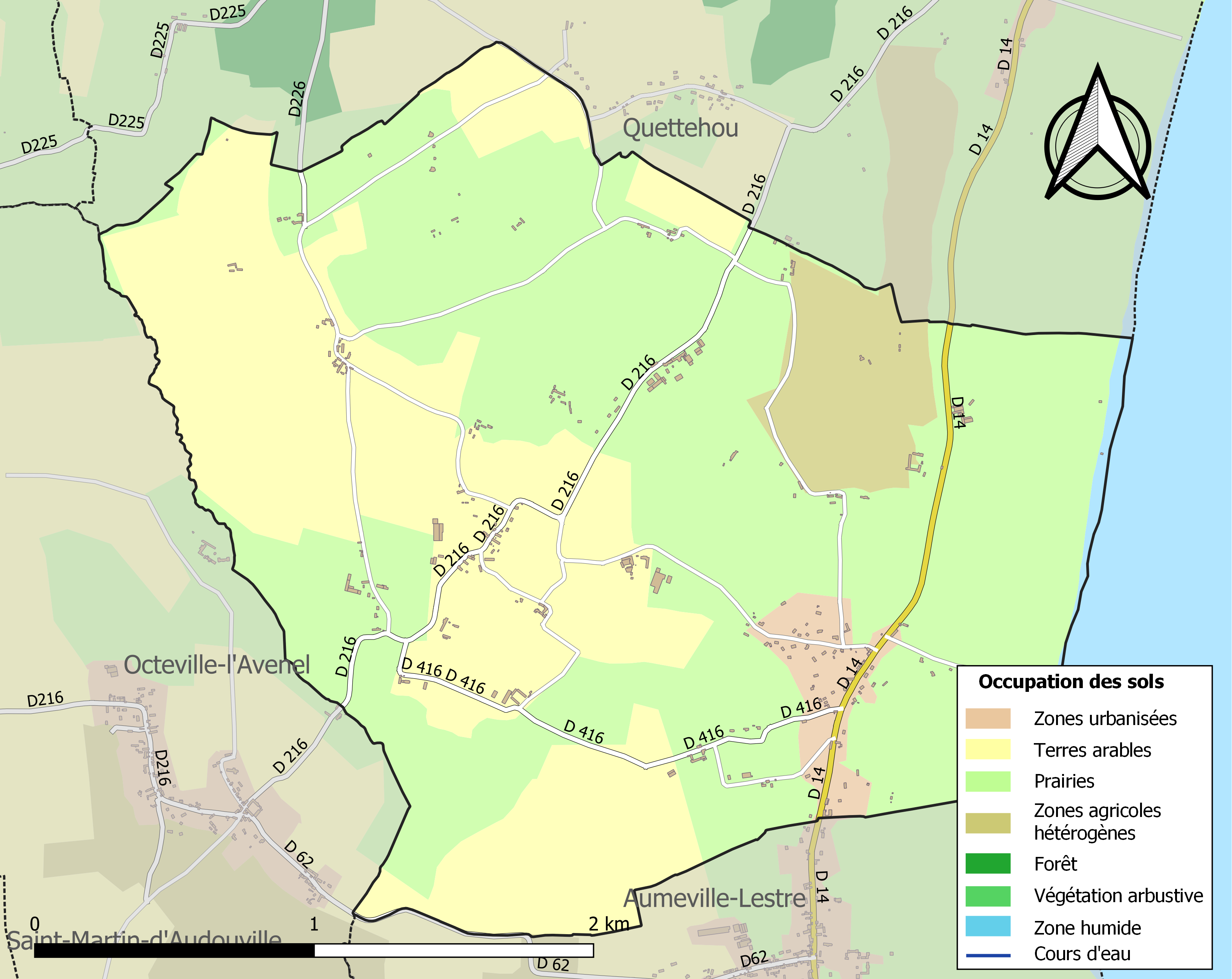
Carte des infrastructures et de l'occupation des sols de la commune en 2018 (CLC).

L'évolution de l’occupation des sols de la commune et de ses infrastructures peut être observée sur les différentes représentations cartographiques du territoire : la carte de Cassini (XVIIIe siècle), la carte d'état-major (1820-1866) et les cartes ou photos aériennes de l'IGN pour la période actuelle (1950 à aujourd'hui).

## Toponymie
Le nom de la localité est attesté sous les formes Crasville en 1159 et 1180 et Crasvilla vers 1280.
Il s'agit d'une formation toponymique en -ville au sens ancien de « domaine rural », dont le premier élément Cras- représente un anthroponyme,, ou un adjectif,.
L'analyse du premier élément Cras- divise les toponymistes. La première hypothèse, tenant compte de la localisation des Crasville qui semble exclusive à la Normandie, l'explique par le nom de personne norrois Krakr, comprendre Krákr (vieux danois krak), surnom qui signifie « corneille ». À l'appui de cette hypothèse : de très nombreux toponymes en -ville sont formés à partir d'un anthroponyme scandinave ; un Crabec (à 16 km, peut-être ancien nom du ruisseau Cliquempoix) ; un hameau de Craque-Mesnil à Brix (situé à une vingtaine de kilomètres à vol d'oiseau) et le caractère relativement tardif des premières attestations du type Crasville (la plus ancienne concernant apparemment Crasville-la-Mallet, Crasvilla 1060), l'absence du -s à Cra- dans des mentions anciennes (Crasville [Eure, Cravilla 1207 ; Crasville-la-Roquefort [Seine-Maritime, Cravilla vers 1126]), de sorte que l'évolution du premier élément pourrait être analogue au type Crosville (Manche, Seine-Maritime, Eure, Calvados), dont la forme la plus ancienne est celle de Crosville-sur-Scie (Seine-Maritime, Crocvilla 1025) et qui représente selon les spécialistes le nom de personne norrois Krokr (comprendre Krókr ou  KrókR > vieux danois Krok). En outre, le -s après voyelle note souvent la fermeture de la voyelle qui précède, et est une ancienne graphie correspondant à l’accent circonflexe, dans ce cas à â et ô, dans la mesure où le /a/ de Krakr et le /o/ de krokr sont des voyelles longues.
D'autres hypothèses envisagent un recours au nom de personne germanique Chramn (on devrait avoir *Cranville dans ce cas) ou un hypocoristique de Crassmarus, à savoir *Crasso qui convient bien phonétiquement, mais dont la principale faiblesse réside dans le fait qu'il n'est pas attesté.
Enfin le recours à un adjectif cras « gras, riche », d'où « fertile » pour une terre, ainsi que celui de « gros, important », tous deux attestés par des dérivés, est suggéré. Cependant cet adjectif ne semble pas épicène et sa forme féminine est crasse « grasse », ville étant féminin, on devrait avoir *Crasseville.

## Histoire

### Moyen Âge
En 1278, c'est un certain Adam de Port qui est patron et seigneur de Grenneville. La seigneurie possession de la famille de Port passera aux Meurdrac et ensuite aux Pierrepont.

### Temps modernes
Dans la première moitié du XVIe siècle, Pierre IV de La Rocque, chevalier, est seigneur de Crasville, ainsi que de Flottemanville, de Saussey, d'Omonville-la-Folliot, du Breuil à Anneville-en-Saire, d'Urville, de Rouville à Orglandes, de Baudreville, de Thury à Lieusaint et de la Haulle.
En 1567, les enfants mineur de Michel Lenffant, sieurs de Crasville, sont taxés pour ce fief de 6 livres dans le rôle des nobles et roturiers, au titre du ban et de l'arrière ban de la vicomté de Coutances, réalisé par Gilles Dancel, seigneur d'Audouville, lieutenant général du bailli de Cotentin, tenu à Coutances les 20-22 octobre. Le fief de Crasville était un fief noble.

### Époque contemporaine
En 1818, Crasville (460 habitants en 1806) absorbe Grenneville (121 habitants) à l'est de son territoire.

## Politique et administration
| Période                                  | Période   | Identité          | Étiquette | Qualité                       |
| ---------------------------------------- | --------- | ----------------- | --------- | ----------------------------- |
| 1971                                     | juin 1995 | Jean Joly         |           |                               |
| juin 1995                                | mars 2008 | Pierre Em         | SE        | Retraité agricole             |
| mars 2008                                |           | Jacqueline Hubert | SE        |                               |
| mars 2020                                | août 2025 | Bruno Lepley      |           | retraité ingénieur commercial |
| Les données manquantes sont à compléter. |           |                   |           |                               |

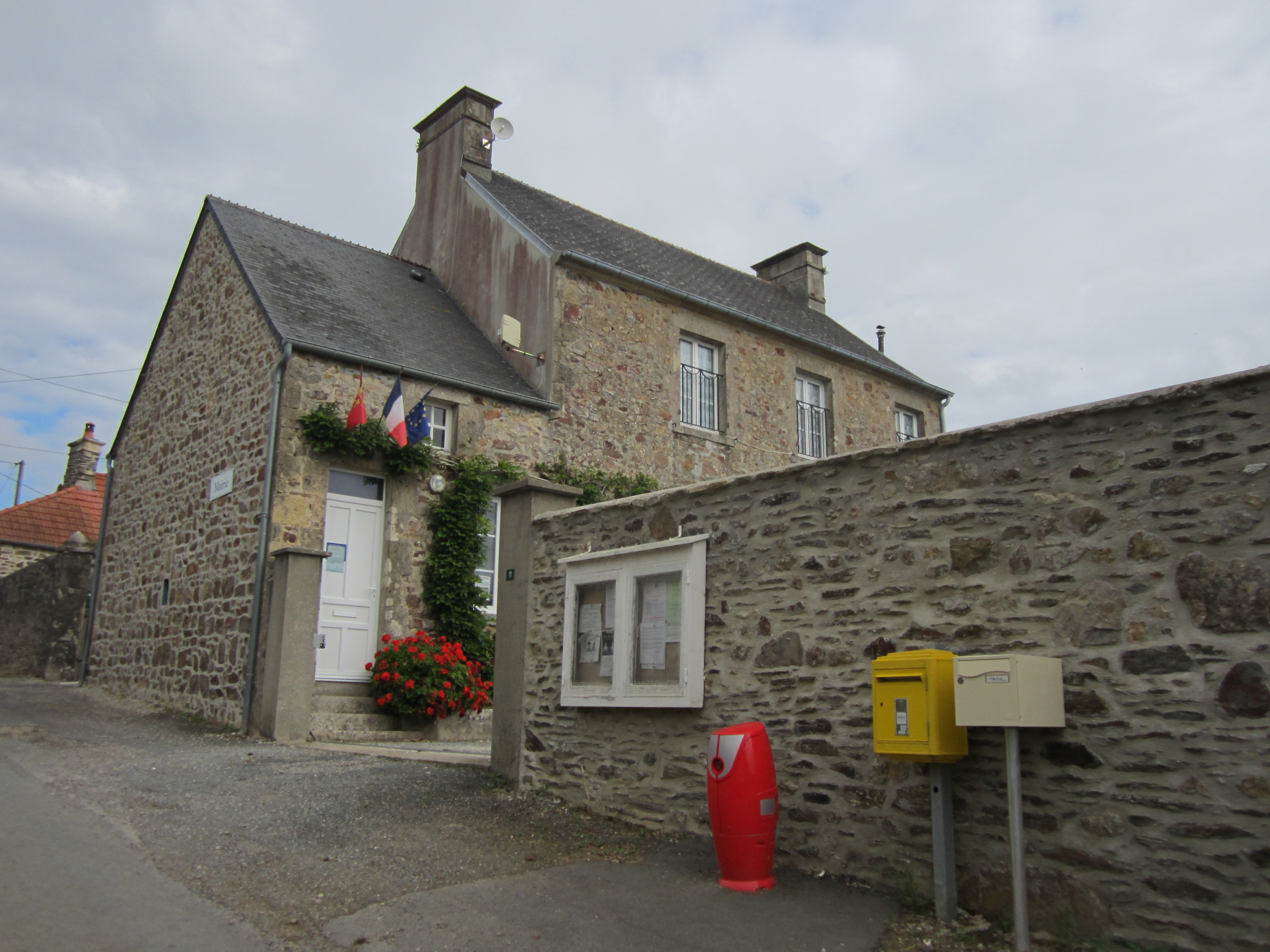
La mairie.

Le conseil municipal est composé de onze membres dont le maire et deux adjoints.

## Population et société
Les habitants de la commune sont appelés les Crasvillais.

### Démographie
L'évolution du nombre d'habitants est connue à travers les recensements de la population effectués dans la commune depuis 1793. Pour les communes de moins de 10 000 habitants, une enquête de recensement portant sur toute la population est réalisée tous les cinq ans, les populations de référence des années intermédiaires étant quant à elles estimées par interpolation ou extrapolation. Pour la commune, le premier recensement exhaustif entrant dans le cadre du nouveau dispositif a été réalisé en 2008.
En 2022, la commune comptait 223 habitants, en évolution de −12,2 % par rapport à 2016 (Manche : −0,31 %, France hors Mayotte : +2,11 %).
Crasville a compté jusqu'à 661 habitants en 1821.
| 1793 | 1800 | 1806 | 1821 | 1831 | 1836 | 1841 | 1846 | 1851 |
| ---- | ---- | ---- | ---- | ---- | ---- | ---- | ---- | ---- |
| 381  | 453  | 460  | 661  | 642  | 614  | 588  | 554  | 510  |

| 1856 | 1861 | 1866 | 1872 | 1876 | 1881 | 1886 | 1891 | 1896 |
| ---- | ---- | ---- | ---- | ---- | ---- | ---- | ---- | ---- |
| 457  | 445  | 438  | 381  | 422  | 384  | 365  | 341  | 342  |

| 1901 | 1906 | 1911 | 1921 | 1926 | 1931 | 1936 | 1946 | 1954 |
| ---- | ---- | ---- | ---- | ---- | ---- | ---- | ---- | ---- |
| 322  | 329  | 323  | 295  | 276  | 286  | 281  | 285  | 256  |

| 1962 | 1968 | 1975 | 1982 | 1990 | 1999 | 2006 | 2008 | 2013 |
| ---- | ---- | ---- | ---- | ---- | ---- | ---- | ---- | ---- |
| 219  | 211  | 186  | 176  | 216  | 255  | 243  | 240  | 262  |

| 2018 | 2022 | - | - | - | - | - | - | - |
| ---- | ---- | - | - | - | - | - | - | - |
| 230  | 223  | - | - | - | - | - | - | - |

| 1793 | 1800 | 1806 |
| ---- | ---- | ---- |
| 116  | 120  | 121  |

## Culture locale et patrimoine

### Lieux et monuments

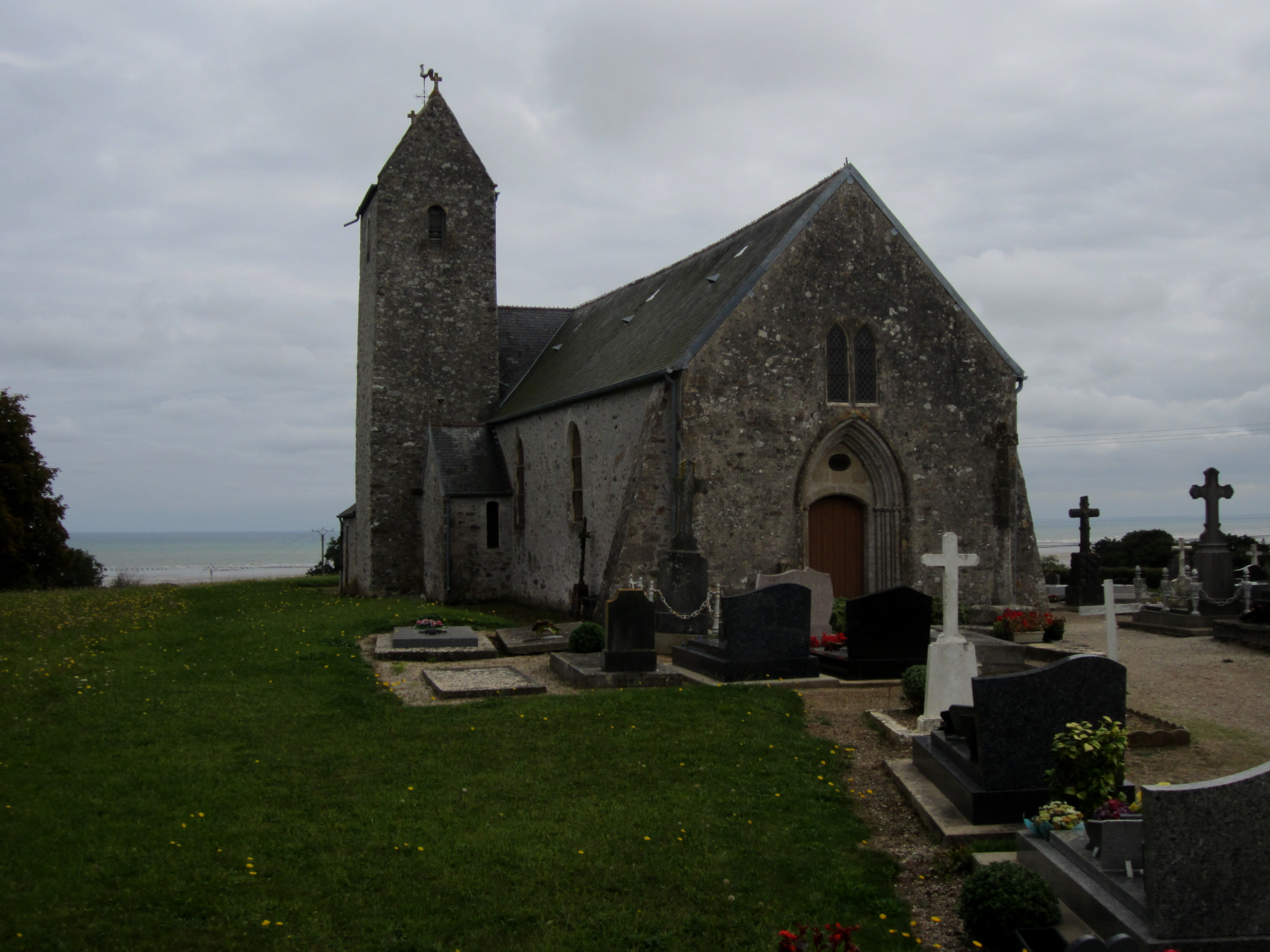
L'église Notre-Dame de Grenneville.

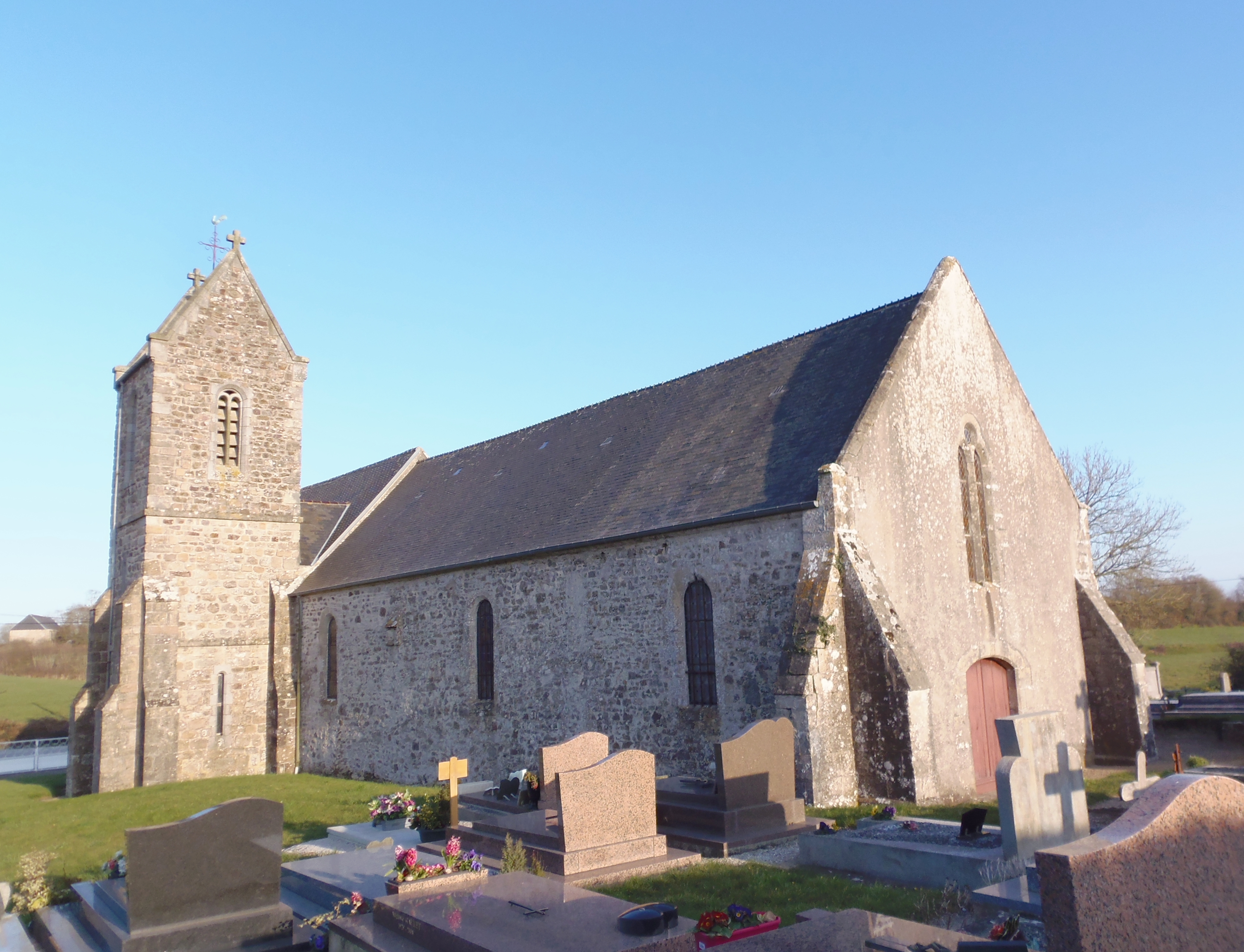
L'église Sainte-Colombe de Crasville.

#### Patrimoine religieux
- L'église Notre-Dame de Grenneville des XIIIe – XVIIIe siècles, rattachée depuis 1817 à Crasville, dépend aujourd'hui de la paroisse Sainte-Thérèse-du-Val-de-Saire du doyenné de Valognes-Val-de-Saire. Le lieu de culte, qui serait l'un des plus anciens du Cotentin, est situé sur une hauteur dominant le rivage. Placé sous le triple patronage de saint Antoine l'Hermite (fin XIVe début XVe siècle)[Note 3] en robe de bure, visible sur une sculpture enclavée dans le mur extérieur, de saint Lubin et de Notre-Dame, son église a été reconstruite aux XVe et XVIe siècles[46]. La nef est séparée du chœur par un arc triomphal aux petites colonnes dégagées ornées de chapiteaux décorés de motifs floraux qui pourraient dater du XIVe siècle.

En 1964, fut mis au jour des sarcophages, laissant supposer à la présence sous le cimetière actuel, d'une nécropole mérovingienne du VIIe ou VIIIe siècle,.
Elle abrite un christ en croix du XVe siècle classé au titre objet aux monuments historiques, un maître-autel et autels latéraux du XVIIIe, des fonts baptismaux de la fin du XVIe début du XVIIe siècle.
- L'église Sainte-Colombe de Crasville des XVIe – XVIIIe siècles,[50], d'origine XIIe, date pour l'essentiel sous son aspect actuelle du XVIIe siècle. Le clocher en bâtière a été rebâti vers 1930[48]. L'enduit extérieur, orné de motifs naïfs en piquetage réalisés par les maçons, date de 1770[51],[48].

L'église abrite de nombreuses œuvres classées au titre objet aux monuments historiques. Parmi son mobilier de l'époque Louis XV, réalisé par Guillaume Godefroy (Morsalines, 1720 - 1795), un menuisier sculpteur de Morsalines, à la demande de l'abbé Georges Gallois qui en a assuré le financement, un ensemble de trois autels, une chaire, un lutrin, des stalles et deux confessionnaux, exécutés entre 1753 et 1773. Quant à la statuaire, l'église conserve une Vierge à l'Enfant, très cambrée, en pierre polychromée du XIVe siècle, seule statue médiévale que renferme l'édifice et qui orne le retable de l'autel latéral sud, une statue en terre cuite de sainte Catherine qui orne le retable de l'autel latéral nord, les statues de sainte Colombe et de saint Sylvestre pape en terres cuites polychromées réalisées par les potiers de Saussemesnil placées de part et d'autre de l'autel principal, ainsi que des fonts baptismaux du XVIIIe en pierre calcaire, avec une cuve ovale à deux alvéoles — réserve d'eau et piscine percée d'un trou — supportée par un pied décoré de quatre volutes portant sur un socle mouluré en doucine et une verrière du XXe de Mazuet. La poutre de gloire en bois peint qui supporte un grand christ en croix est datée de 1767.
- Croix de chemin dite de la Picoterie du XVIIIe siècle, la Belle Croix du XVIIe siècle, croix du village des Monts du XIXe siècle, calvaire du XXe siècle, croix de cimetière de Grenneville du XVIIe siècle, croix de cimetière de Crasville du XVIIe siècle[31].

#### Patrimoine civil
- Motte féodale et basse-cour[54] de Grenneville, au nord et à peu de distance du château actuel dit pavillon de Grenneville, sur le sommet du coteau qui domine la baie, englobé dans le fort du XIXe siècle[55], et à quelques centaines de mètres à l'ouest de la mer. La motte en tronc de cône, qui relevait du fief de La Haye, occupe le sommet d'une imposante colline, au bord de la route, à gauche en allant vers Quettehou, ce qui en fait le site le plus important du Cotentin. La délimitation entre la motte et la colline est déterminée par un fossé en « Y » bordé d'un bourrelet de terre du côté de l'aval. Son sommet est très difficile d'accès tant les parois sont abruptes. De forme ovale, entièrement recouverte de broussailles et totalement impraticable, elle mesure à peu près dix mètres de haut, avec un diamètre au sommet d'environ quinze mètres, et trente mètres d'ouest en est et du nord au sud à sa base. Côté ouest, un talus assez visible borde son sommet. Sur la plateforme sommitale existait encore au XVIIIe siècle un puits, aujourd'hui rebouché, appelé la fontaine de la fée et faisant l'objet de légendes[56].
- Pavillon de Grenneville des XVe, XVIIe – XVIIIe siècles avec son escalier à vis, inscrit au titre des monuments historiques depuis le 26 octobre 1994[57].
- Manoir de Carnanville du XVIIIe siècle, au hameau Viel, avec son porche et ses trois entrées aux arcades en plein cintre ; la principale flanquée de deux portes piétonnières[Note 6], et sa cour d'honneur[31]. L'ancienne maison forte du XIVe siècle, incluse dans les constructions ultérieures, a conservé plusieurs bâtiments de son passé[59] dont son enceinte percée de hautes archères très largement ébrasées à l'intérieur[60]. François Dursus (fl. au XVIIIe siècle), propriétaire du manoir, retiré à Valognes pendant la Révolution, sera arrêté, emprisonné et libéré après avoir versé 1 362 livres[31].
- La Cour de Crasville.
- Manoir de Tilly du XVIe siècle. Cette ancienne maison seigneuriale, sur les hauteurs, agrémentée d'une pièce d'eau[59] aurait abrité une sorte d'esprit frappeur, le bonhomme Tapotin[31],[58].
- Batterie allemande de Crasville composée de quatre pièces de 105 mm, qui n'avait pas de vue directe sur la mer, fonctionnait en liaison avec le poste de direction de tir de Morsalines. La batterie bien qu'armée, n'était pas achevée au moment du Débarquement[61].

Pour mémoire
- Chapelle Saint-Germain, disparue au XVIIIe siècle. Elle se situait sur le havre face à la baie de Saint-Vaast-la-Hougue[62].
- Ancien fort de Grenneville, aménagé par le génie français pour remplacer les redoutes et batteries côtières déclassées dans les dernières décennies du XIXe siècle, et qui servit probablement de logement aux officiers allemands de la batterie de Morsalines[61].

### Personnalités liées à la commune
- La famille Halley est originaire de Crasville, par Jean-Nicolas Halley, fils d'agriculteurs locaux à la fin du XIXe siècle.

### Héraldique
| Blason de Crasville | Blason  | De gueules à une aigle d'argent surmontée de deux fleurs de lys d'or. |
| Blason de Crasville | Détails | Création de Christian Caen adoptée le 13 octobre 2020.                |